# Finala Ligii Campionilor 2022
Finala Ligii Campionilor 2022 a fost meciul final al Ligii Campionilor UEFA 2021–22, cel de-al 67-lea sezon al turneului de fotbal dintre cluburile europene organizat de UEFA și cel de-al 32-lea sezon de când a fost redenumit din Cupa Campionilor Europeni la Liga Campionilor. Meciul era planificat să se joace pe Stadionul Krestovski din Sankt Petersburg, Rusia, dar, din cauza invaziei Ucrainei de către Rusia, UEFA a decis ca finala să se joace la Paris.
Câștigătorii vor obține dreptul de a juca împotriva câștigătorilor UEFA Europa League 2021–22 în Supercupa Europei 2022.
S-a jucat pe Stade de France din Saint-Denis, Franța, pe 28 mai 2022, între clubul englez Liverpool și clubul spaniol Real Madrid. A fost pentru a treia oară când cele două echipe s-au întâlnit în finala Cupei Europei, după 1981 și 2018, a treia finală care a avut loc aici, după finalele din 2000 și 2006, și pentru prima dată când aceleași două echipe s-au întâlnit în trei finale.
Aceasta a fost prima finală care a fost jucată în fața unei prezențe complete de la finala din 2019, deoarece cele două finale anterioare au fost afectate de pandemia COVID-19.
Finala a fost programată inițial să se joace la Allianz Arena din München, Germania. După amânarea și relocarea finalei din 2020, gazdele finale au fost mutate înapoi cu un an, astfel încât finala din 2022 a fost dată Stadionului Krestovsky din Sankt Petersburg. După invazia rusă a Ucrainei din 24 februarie, UEFA a convocat o reuniune extraordinară a comitetului executiv, unde era de așteptat să retragă oficial meciul din Rusia. O zi mai târziu, a anunțat că finala se va muta pe Stade de France din Saint-Denis, situat chiar la nord de Paris.
Real Madrid a câștigat meciul cu 1–0 printr-un gol în minutul 59 al lui Vinícius Júnior pentru un al 14-lea titlu care extinde recordul și al 5-lea în nouă ani.. În calitate de câștigător al Ligii Campionilor UEFA 2021–22, Real Madrid și-a câștigat dreptul de a juca împotriva câștigătorilor Ligii Europa UEFA 2021–22, Eintracht Frankfurt, în Supercupa UEFA 2022. În plus, ar fi trebuit să se califice pentru Campionatul Mondial al Cluburilor FIFA. Cu toate acestea, statutul turneului rămâne incert, în urma propunerii FIFA de revizuire a formatului.

## Echipe
În tabelul următor, finalele până în 1992 au fost în epoca Cupei Europene, din 1993 au fost în epoca Liga Campionilor.
| Echipa      | Apariții finale anterioare (îngroșat indică câștigătorii)                                           |
| ----------- | --------------------------------------------------------------------------------------------------- |
| Liverpool   | 9 (1977, 1978, 1981, 1984, 1985, 2005, 2007, 2018, 2019)                                            |
| Real Madrid | 16 (1956, 1957, 1958, 1959, 1960, 1962, 1964, 1966, 1981, 1998, 2000, 2002, 2014, 2016, 2017, 2018) |

## Meci

### Detalii
Echipa „acasă” (în scopuri administrative) a fost determinată printr-o tragere la sorți suplimentară, organizată după extragerile din sferturi și semifinale.
| Liverpool | 0–1    | Real Madrid    |
| --------- | ------ | -------------- |
|           | Raport | - Vinícius 59' |

| Liverpool | Real Madrid |

| P            | 1  | Alisson                 |     |     |
| FD           | 66 | Trent Alexander-Arnold  |     |     |
| FC           | 5  | Ibrahima Konaté         |     |     |
| FC           | 4  | Virgil van Dijk         |     |     |
| FS           | 26 | Andrew Robertson        |     |     |
| MC           | 14 | Jordan Henderson (c)    |     | 77' |
| MC           | 3  | Fabinho                 | 62' |     |
| MC           | 6  | Thiago                  |     | 77' |
| AD           | 11 | Mohamed Salah           |     |     |
| AC           | 10 | Sadio Mané              |     |     |
| AS           | 23 | Luis Díaz               |     | 65' |
| Rezerve:     |    |                         |     |     |
| P            | 62 | Caoimhín Kelleher       |     |     |
| F            | 12 | Joe Gomez               |     |     |
| F            | 21 | Kostas Tsimikas         |     |     |
| F            | 32 | Joël Matip              |     |     |
| M            | 7  | James Milner            |     |     |
| M            | 8  | Naby Keïta              |     | 77' |
| M            | 15 | Alex Oxlade-Chamberlain |     |     |
| M            | 17 | Curtis Jones            |     |     |
| M            | 67 | Harvey Elliott          |     |     |
| A            | 9  | Roberto Firmino         |     | 77' |
| A            | 18 | Takumi Minamino         |     |     |
| A            | 20 | Diogo Jota              |     | 65' |
| Manager:     |    |                         |     |     |
| Jürgen Klopp |    |                         |     |     |

| P               | 1  | Thibaut Courtois  |  |       |
| FD              | 2  | Dani Carvajal     |  |       |
| FC              | 3  | Éder Militão      |  |       |
| FC              | 4  | David Alaba       |  |       |
| FS              | 23 | Ferland Mendy     |  |       |
| MC              | 10 | Luka Modrić       |  | 90'   |
| MC              | 14 | Casemiro          |  |       |
| MC              | 8  | Toni Kroos        |  |       |
| AD              | 15 | Federico Valverde |  | 86'   |
| AC              | 9  | Karim Benzema (c) |  |       |
| AS              | 20 | Vinícius Júnior   |  | 90+3' |
| Rezerve:        |    |                   |  |       |
| P               | 13 | Andriy Lunin      |  |       |
| F               | 6  | Nacho             |  |       |
| F               | 12 | Marcelo           |  |       |
| M               | 17 | Lucas Vázquez     |  |       |
| M               | 19 | Dani Ceballos     |  | 90'   |
| M               | 22 | Isco              |  |       |
| M               | 25 | Eduardo Camavinga |  | 86'   |
| A               | 7  | Eden Hazard       |  |       |
| A               | 11 | Marco Asensio     |  |       |
| A               | 18 | Gareth Bale       |  |       |
| A               | 21 | Rodrygo           |  | 90+3' |
| A               | 24 | Mariano           |  |       |
| Manager:        |    |                   |  |       |
| Carlo Ancelotti |    |                   |  |       |

| Omul meciului: Thibaut Courtois (Real Madrid) Arbitri asistenți: Nicolas Danos (Franța) Cyril Gringore (Franța) #Al patrulea oficial\|Al patrulea oficial: Benoît Bastien (Franța) Arbitru asistent video: Jérôme Brisard (Franța) Arbitri asistenți video asistenți: Willy Delajod (Franța) Massimiliano Irrati (Italia) Filippo Meli (Italia) | Regulile meciului - 90 minute - 30 minute de Prelungiri după timpul regulamentar 90 de minute dacă este necesar - Lovituri de departajare dacă scorul este încă la egalitate. - Doisprezece înlocuitori numiți. - Maximum de 5 schimbări, cu o a șasea permisă în prelungiri. |

### Statistici
| Statistici        | Liverpool | Real Madrid |
| ----------------- | --------- | ----------- |
| Goluri marcate    | 0         | 0           |
| Total șuturi      | 5         | 9           |
| Șuturi pe poartă  | 0         | 1           |
| Apărate           | 1         | 0           |
| Posesia mingii    | 65%       | 35%         |
| Cornere           | 2         | 2           |
| Faulturi          | 2         | 10          |
| Offside-uri       | 4         | 1           |
| Cartonașe galbene | 0         | 0           |
| Cartonașe roșii   | 0         | 0           |

| Statistici        | Liverpool | Real Madrid |
| ----------------- | --------- | ----------- |
| Goluri marcate    | 0         | 0           |
| Total șuturi      | 5         | 9           |
| Șuturi pe poartă  | 0         | 1           |
| Apărate           | 1         | 0           |
| Posesia mingii    | 65%       | 35%         |
| Cornere           | 2         | 2           |
| Faulturi          | 2         | 10          |
| Offside-uri       | 4         | 1           |
| Cartonașe galbene | 0         | 0           |
| Cartonașe roșii   | 0         | 0           |

| Statistici        | Liverpool | Real Madrid |
| ----------------- | --------- | ----------- |
| Goluri marcate    | 0         | 0           |
| Total șuturi      | 5         | 9           |
| Șuturi pe poartă  | 0         | 1           |
| Apărate           | 1         | 0           |
| Posesia mingii    | 65%       | 35%         |
| Cornere           | 2         | 2           |
| Faulturi          | 2         | 10          |
| Offside-uri       | 4         | 1           |
| Cartonașe galbene | 0         | 0           |
| Cartonașe roșii   | 0         | 0           |

## Legături externe
- Site web oficial

1. ↑  The final, originally scheduled for 21:00 CEST, was delayed to 21:36 CEST due to security issues with fans entering the stadium.

1. ↑  Fiecărei echipe i s-au oferit doar trei oportunități de a face înlocuiri, cu o a patra ocazie în prelungiri, excluzând înlocuirile făcute la pauză, înainte de începerea prelungirilor și la pauză în prelungiri.